# Pterostichus pimalis
Pterostichus pimalis är en skalbaggsart som beskrevs av Thomas Casey. Pterostichus pimalis ingår i släktet Pterostichus och familjen jordlöpare. Inga underarter finns listade i Catalogue of Life.